# Zoe Colletti
Pour les articles homonymes, voir Colletti.
Zoe Margaret Colletti, née le 27 novembre 2001, est une actrice américaine notamment connue pour ses rôles dans City on a Hill (2019), Fear the Walking Dead (2020-2021) et Boo, Bitch (2022).

## Carrière
De 2020 à 2021, elle incarne le personnage de Dakota, dans la série télévisée Fear the Walking Dead.
En 2022, elle tient l'un des rôles principaux de la série comédie fantastique de Netflix Boo, Bitch, aux côtés de Lana Condor.

## Filmographie

### Cinéma
- 2014 : Annie : Tessie
- 2018 : Wildlife : Une saison ardente : Ruth-Ann
- 2018 : Skin : Desiree
- 2019 : Scary Stories : Stella Nicholls
- 2021 : Un garçon nommé Noël : la fée de la vérité
- 2022 : Gigi and Nate : Lori
- 2023 : The Family Plan de Simon Cellan Jones : Nina Morgan
- 2025 : The Family Plan 2 de Simon Cellan Jones : Nina Morgan

### Télévision

#### Séries télévisées
- 2010 : Mercy : Cydie
- 2010 : Past Life : Elana Moody
- 2010 : Rubicon : Sophie Young (4 épisodes)
- 2019 : New York, unité spéciale : Britney Moore
- 2019 : City on a Hill : Benedetta Rohr (7 épisodes)
- 2020–2021 : Fear the Walking Dead : Dakota (16 épisodes)
- 2022 : Boo, Bitch : Gia (8 épisodes)
- 2022 - 2023 : Only Murders in the Bulding : Lucy (6 épisodes)
- À venir : Acts of Crime : Kathy Mills

#### Téléfilms
- 2006 : American Men : Emma Wilson
- 2015 : Nerd Herd : Phoebe